# Golden Apple Awards
I Golden Apple Awards sono dei premi cinematografici americani presentati dall'Hollywood Women's Press Club. Il riconoscimento non considera le prestazioni attoriali o tecniche, bensì il comportamento dei personaggi del mondo del cinema.

## Storia
I premi vengono assegnati a partire dal 1941. L'ultima premiazione si svolge nel 2001. A partire dal 1967 i premi vengono leggermente modificati; il premio agli attori più cooperativi viene chiamato Star of the year. Viene successivamente aggiunto il premio Discovery of the Year. Dal 1970 viene consegnato anche il Premio Louella Parsons, un premio alla carriera che prende il nome da Louella Parsons, giornalista e scrittrice statunitense. Dal 1998 viene consegnato il premio Hollywood Legend Award alle leggende del cinema del passato.
I premi vengono consegnati sempre nella stessa sede ad Hollywood, in California, nella prima metà del mese di dicembre.

## I premi
I premi si suddividono in positivi, all'attore ed all'attrice più cooperativi (Golden Apple, Mela d'oro), ed un premio negativo all'attore, o attrice, meno predisposti a lavorare in troupe (Sour Apple, Mela acida).

### Vincitori
Ecco l'elenco di attori ed attrici premiati dal 1941:
- 1941
  - Golden Apple a Bob Hope e Bette Davis
  - Sour Apple a Fred Astaire e Ginger Rogers
- 1942
  - Golden Apple a Cary Grant e Rosalind Russell
  - Sour Apple a George Sanders e Jean Arthur
- 1943
  - Golden Apple a Bob Hope e Ann Sheridan
  - Sour Apple a Errol Flynn e Joan Fontaine
- 1944
  - Golden Apple a Alan Ladd e Betty Hutton
  - Sour Apple a Walter Pidgeon e Sonja Henie
- 1945
  - Golden Apple a Gregory Peck e Joan Crawford
  - Sour Apple a Fred MacMurray e Greer Garson
- 1946
  - Golden Apple a Dana Andrews e Joan Crawford
  - Sour Apple a Frank Sinatra e Ingrid Bergman
- 1947
  - Golden Apple a Gregory Peck e Joan Fontaine
  - Sour Apple a Gary Cooper e Jennifer Jones
- 1948
  - Golden Apple a Glenn Ford e Dorothy Lamour
  - Sour Apple a Errol Flynn e Rita Hayworth
- 1949
  - Golden Apple a Kirk Douglas e June Haver
  - Sour Apple a Humphrey Bogart e Hedy Lamarr
- 1950
  - Golden Apple a Alan Ladd e Loretta Young
  - Sour Apple a Robert Mitchum e Olivia de Havilland
- 1951
  - Golden Apple a John Derek, William Holden e Anne Baxter
  - Sour Apple a Frank Sinatra e Esther Williams
- 1952
  - Golden Apple a Tony Curtis e Janet Leigh
  - Sour Apple a Mario Lanza e Rita Hayworth
- 1953
  - Golden Apple a Roy Rogers e Dale Evans
  - Sour Apple a Dale Robertson e Esther Williams
- 1954
  - Golden Apple a Dean Martin, Jerry Lewis e Debbie Reynolds
  - Sour Apple a Edmund Purdom e Doris Day
- 1955
  - Golden Apple a William Holden e Jane Russell
  - Sour Apple non assegnati
- 1956
  - Golden Apple a Charlton Heston e Deborah Kerr
  - Sour Apple non assegnati
- 1957
  - Golden Apple a Glenn Ford e Kim Novak
  - Sour Apple non assegnati
- 1958
  - Golden Apple a Tony Curtis e Dinah Shore
  - Sour Apple non assegnati
- 1959
  - Golden Apple a David Niven e Shirley MacLaine
  - Sour Apple non assegnati
- 1960
  - Golden Apple a Jack Lemmon, Janet Leigh e Nanette Fabray
  - Sour Apple a Elvis Presley e Debbie Reynolds
- 1961
  - Golden Apple a Barbara Stanwyck
  - Sour Apple a Marlon Brando e Natalie Wood
- 1962
  - Golden Apple a Richard Chamberlain e Connie Stevens
  - Sour Apple a Warren Beatty e Doris Day
- 1963
  - Golden Apple a Dick Van Dyke e Bette Davis
  - Sour Apple a James Franciscus e Ann-Margret
- 1964
  - Golden Apple a Lorne Greene e Donna Reed
  - Sour Apple a Tony Curtis e Doris Day
- 1965
  - Golden Apple a John Wayne e Dorothy Malone
  - Sour Apple a Vince Edwards e Ann-Margret
- 1966
  - Golden Apple a Bill Cosby e Phyllis Diller
  - Sour Apple a Elvis Presley e Natalie Wood
- 1967
  - Golden Apple a Sidney Poitier e Carol Channing
  - Sour Apple non assegnati
- 1968
  - Golden Apple a Fred Astaire e Barbra Streisand
  - Sour Apple non assegnati
- 1969
  - Golden Apple a Gregory Peck e Mae West
  - Sour Apple non assegnati
- 1970
  - Golden Apple a James Stewart, Robert S. Young e Carol Burnett
  - Sour Apple a Jane Fonda
  - Louella Parsons Award a Danny Thomas
- 1971
  - Golden Apple a Hal Holbrook e Mary Tyler Moore
  - Sour Apple non assegnati
- 1972
  - Golden Apple a Peter Falk e Liza Minnelli
  - Sour Apple non assegnati
- 1973
  - Golden Apple a Robert Redford e Lucille Ball
  - Sour Apple a Norman Mailer
- 1974
  - Golden Apple a Alan Alda e Valerie Harper
  - Sour Apple a Frank Sinatra
- 1975
  - Golden Apple a George Burns e Katharine Hepburn
  - Sour Apple non assegnati
  - Louella Parsons Award a Bob Hope
- 1976
  - Golden Apple a John Wayne e Joanne Woodward
  - Sour Apple a tutti i produttori e registi del cinema pornografico
- 1977
  - Golden Apple a Frank Sinatra e Jane Fonda
  - Sour Apple non assegnati
- 1978
  - Golden Apple a John Travolta e Jacqueline Bisset
  - Sour Apple a Paul Michael Glaser e David Soul
- 1979
  - Golden Apple a Alan Alda e Jill Clayburgh
  - Sour Apple a Chuck Barris
- 1980
  - Golden Apple a Richard Chamberlain e Mary Tyler Moore
  - Sour Apple a Erik Estrada
- 1981
  - Golden Apple a Henry Fonda e Katharine Hepburn
  - Sour Apple a Ryan O'Neal
- 1982
  - Golden Apple a Tom Selleck e Joan Collins
  - Sour Apple a Pia Zadora
  - Discovery of the Year a Lorenzo Lamas e Debbie Allen
  - Daytime Star of the Year a Phil Donahue
  - Louella Parsons Award a Henry Winkler
- 1983
  - Golden Apple a Tom Selleck, Ann-Margret e Barbara Stanwyck
  - Sour Apple a Joan Rivers
- 1984
  - Golden Apple a John Forsythe e Sally Field
  - Sour Apple a John Derek e Bo Derek
- 1985
  - Golden Apple a Bill Cosby, Clint Eastwood e Elizabeth Taylor
  - Sour Apple a Sylvester Stallone
- 1986
  - Golden Apple a Paul Newman, Beatrice Arthur, Estelle Getty, Rue McClanahan e Betty White
  - Sour Apple a Sean Penn
- 1987
  - Golden Apple a James Woods, James Garner e Oprah Winfrey
  - Sour Apple a Bruce Willis
- 1988
  - Golden Apple a Kevin Costner, Tom Hanks e Sigourney Weaver
  - Sour Apple a Morton Downey Jr.
  - Discovery of the Year a Ron Perlman
- 1989
  - Golden Apple a Billy Crystal e Candice Bergen
  - Sour Apple a Roseanne Barr
  - Discovery of the Year a Pauline Collins e Meg Ryan
- 1990
  - Premi non assegnati
- 1991
  - Golden Apple non assegnati
  - Sour Apple a Kim Basinger
- 1992
  - Premi non assegnati
- 1993
  - Premi non assegnati
- 1994
  - Discovery of The Year a Angela Bassett
- 1995
  - Golden Apple a Denzel Washington e Sandra Bullock
  - Sour Apple a Joe Eszterhas
  - Discovery of the Year a Antonio Banderas e Courteney Cox
  - ouella Parsons Award a George Sidney
- 1996
  - Golden Apple a Arnold Schwarzenegger e Cybill Shepherd
  - Sour Apple a Dennis Rodman e Howard Stern
  - Discovery of the Year a Greg Kinnear e Teri Hatcher
- 1997
  - Golden Apple a Sylvester Stallone e Jenny McCarthy
  - Sour Apple a Monty Hall e Pamela Anderson
  - Discovery of the Year a Rupert Everett e Bai Ling
- 1998
  - Golden Apple a John Travolta e Anjelica Huston
  - Sour Apple a Tommy Lee
  - Discovery of the Year a Howie Mandel e Jenna Elfman
  - Louella Parsons Award a Aaron Spelling
  - Hollywood Legend Award a Dick Van Dyke
- 1999
  - Youth Discovery of the Year a Kimberly J. Brown
- 2000
  - Golden Apple a Russell Crowe e Joan Allen
  - Sour Apple a Laura Schlessinger
  - Discovery of the Year a Patrick Fugit e Kate Hudson
  - Louella Parsons Award a Liz Smith
  - Hollywood Legend Award a Jack Lemmon
- 2001
  - Golden Apple a Kevin Spacey e Drew Barrymore
  - Sour Apple a Jerry Springer
  - Discovery of the Year a Lance Bass e Natasha Gregson Wagner
  - Youth Discovery of the Year a Daniel Radcliffe e Mae Whitman